# Eupithecia subfulvata
Eupithecia subfulvata là một loài bướm đêm trong họ Geometridae.